# پرکلا
پَرکلا، روستایی است از توابع بخش یانه‌سر شهرستان بهشهر در استان مازندران ایران.

## جمعیت
این روستا در دهستان عشرستاق قرار دارد و براساس سرشماری مرکز آمار ایران در سال ۱۳۸۵، جمعیت آن ۳۵۰ نفر (۸۱خانوار) بوده‌است. مردم پرکلا از قومیت طبری هستند. مردم پرکلا به زبان طبری (مازندرانی) سخن می‌گویند.